# Chiese cristiane evangeliche delle Assemblee di Dio in Italia
Chiese cristiane evangeliche delle Assemblee di Dio in Italia

## Le origini del movimento pentecostale mondiale
Insieme a tutto il movimento pentecostale italiano, queste Chiese si rifanno all'esperienza pentecostale del 33 d.C. narrata nella Bibbia in Atti 2: 4: “Quando il giorno della Pentecoste giunse, tutti erano insieme dallo stesso luogo. Improvvisamente si fece dal cielo un suono come di vento impetuoso che soffia e riempì tutta la casa dov'essi erano seduti. Apparvero loro delle lingue come di fuoco che si dividevano e se ne posò una su ciascuno di loro. Tutti furono riempiti di Spirito Santo e cominciarono a parlare in altre lingue, come lo Spirito dava loro di esprimersi ”.
1868 anni dopo, una giovane donna di nome Agnes Ozman, si trovava con un'altra quarantina di persone, nell'edificio di Topeca, Kansas (USA), una Scuola Biblica con un solo testo di studio: la Bibbia, e realizzò la stessa esperienza. Era il 1º gennaio 1901 ed un nuovo evento spirituale si proponeva insieme al nuovo XX secolo; quella donna non divenne la leader del Movimento ma solo la prima del secolo a fare l'esperienza pentecostale appena descritta. I cristiani evangelici pentecostali si differenziano dagli altri Movimenti di Risveglio religioso proprio per la mancanza di capi carismatici come P. Valdo per i valdesi, Lutero per i luterani… e si distinguono come “movimento” e per l'Animatore del Risveglio: lo stesso Spirito Santo.
Naturalmente anche prima del 1901, dai tempi degli apostoli, fino ad oggi, il parlare in lingue o glossolalia e, più in generale, l'esercizio dei doni dello spirito o carismi, non si è mai fermato: non è esistito un buio e statico medioevo dello Spirito Santo.
Ireneo (115-202 d.C.) scriveva: “nello stesso modo, sentiamo molti fratelli nella chiesa che possiedono doni profetici e che, per lo spirito, parlano tutte le lingue”; Tertulliano (160-220 d.C.) menzionava il dono delle lingue insieme agli altri doni spirituali e riferiva che era presente ai suoi tempi; Agostino infine, aggiungeva: “noi facciamo ancora ciò che gli apostoli fecero quando imposero le mani ai samaritani e questi ricevettero lo Spirito Santo. Ogni convertito dovrebbe parlare in lingue”.
Da ricordare i frati mendicanti del XIII secolo, d'Ugonotti perseguitati in Cevenne, lo stesso Lutero, che secondo Souer, era un profeta, un evangelista, parlava in lingue e interpretava. Gli stessi doni avevano alcuni dotti giansenisti e, in seguito, J. Wesley e Whitefield.
Ciò che avvenne a Topeca rappresenta un inizio di straordinaria importanza per un risveglio che non accenna ad intraprendere il tratto discendente della parabola che ha caratterizzato molti fenomeni religiosi del passato. I pentecostali “classici” pensano che si tratti dell'ultimo Risveglio religioso cristiano mondiale del mondo.
Parham nel 1905, fondò un'altra scuola biblica a Houston, in Texas, dove studiò un altro famoso predicatore del pentecostalismo, William J. Seymour.

## Azusa Street e il movimento pentecostale mondiale
Houston fu un altro dei centri americani nevralgici per il Risveglio Pentecostale. Da qui, partì W. J. Seymour per giungere a Los Angeles.e predicare questa dottrina in cui credeva profondamente, ma che non aveva ancora personalmente sperimentato: il battesimo nello Spirito Santo. L'uditorio non fu felice del messaggio predicato da quel giovane pastore forestiero e di colore; esso turbava profondamente la coscienza dei più, mettendoli a disagio. Seymour, tre giorni dopo, sperimentò l'autenticità della propria predicazione biblica cominciando a “parlare in altre lingue”.
Fu affittato un vecchio edificio di uno dei quartieri più poveri di Los Angeles che un tempo aveva ospitato una chiesa metodista e che all'epoca era una stalla. Il risveglio pentecostale continuò per tre anni, l'Azusa Street Mission adempì al proprio compito di incendiare gli animi di centinaia di persone.
Azusa Street è unanimemente riconosciuto come il luogo da cui partì l'ondata di diffusione del pentecostalismo nel mondo.
Senz'altro fino agli anni quaranta, si doveva condividere l'analisi di Martin Morty: “Il pentecostalismo era importante solo per i poveri e per il terzo mondo ”. Tenendo conto di questi dati, ci sorprende positivamente come da un oscuro inizio in un quartiere industriale di Los Angeles, il Movimento Pentecostale sia potuto arrivare alla situazione attuale con il più alto tasso di crescita numerica di membri.
La diffusione del movimento pentecostale mondiale.
Inizi 900 sempre, un pastore metodista d'Oslo, Barratt, si recava negli Stati Uniti e conobbe e sperimentò il risveglio della Azusa Street Mission
L' “esperimento” di Barratt, portò molto frutto: la sua chiesa, negli anni '30, arrivò a contare 6000 membri, ed egli, da allora, iniziò a diffondere il messaggio pentecostale in tutta l'Europa: Norvegia, Danimarca, Svezia, Germania, seguito da altri che condivisero il suo entusiasmo. Tra questi ricordiamo Jonathan Paul, soprannominato per la preziosa qualità che lo distingueva l'apostolo dell'amore perfetto. Egli svolse la sua opera, in particolare, in Germania, Polonia e Stati balcanici fino a spingersi in Russia, allora terra non certo fertile per il seme cristiano. In Danimarca operò anche Anna Larsen Bjorner che, dopo un passato d'attrice, entrò in contatto con la predicazione del Barratt. L'Inghilterra godette, invece, del ministerio di un pastore anglicano A. Boddy anche lui convertito al messaggio pentecostale. Sunderland fu la città base della sua predicazione. Nel 1930 poi, due evangelisti itineranti, i coniugi Scott percorsero Francia e Belgio, fondando chiese pentecostali di notevoli dimensioni a Le Havre, Rouen, Calais, Lione.

## La nascita delle Assemblee di Dio mondiali
Azusa era stato il pozzo da dove migliaia di persone avevano attinto l'acqua di una fede pura grazie al battesimo nello Spirito Santo. Molti pastori evangelici parteciparono ai culti nel povero edificio di Los Angeles; anche William H. Durham fu in mezzo a loro e fece l'esperienza pentecostale: guidava la North Avanue Mission di Chicago con molti emigrati italiani convertiti. Tornato da Los Angeles, iniziò ad insegnare quanto appreso e realizzato. W. Durham, fu, in seguito, uno dei fondatori delle Assemblee di Dio, la denominazione cristiana evangelica pentecostale che conta più membri al mondo. Le Assemblee di Dio USA (AG) furono fondate nel 1914 a Hot Springs, nello stato dell'Arkansas, durante un incontro di Comunità Cristiane Pentecostali. Molti movimenti pentecostali esteri si sono affiliati spiritualmente alle AG americane, con sede a Springfield, Missouri. In questo periodo (anno 2007) le “Assemblee di Dio” contano nel mondo 300.000 Chiese e sono presenti in 210 nazioni, con un numero di credenti stimato intorno ai 57 milioni di membri, di cui 20 in Brasile, 4,5 in Africa, 3 negli USA.

## Assemblee di Dio nel mondo
- Assemblee di Dio - Campo Grande, MS, Brasil
- Africa Assemblies of God Alliance
- Samoan Assemblies of God Alaska
- Assemblies of God in Argentina
- Church of Pentecost of Western Samoa
- Assemblies of God in Australia
- Samoan Assemblies of God in Australia
- The Assemblies of God in the Bahamas
- Fellowship of Flemish Pentecostal Churches (Belgium)
- The Assemblies of God of Bolivia
- Assemblies of God in Brazil
- Assemblies of God of Burkina Faso
- Pentecostal Assemblies of Canada
- Assemblies of God Colombia
- Assemblies of God Costa Rica
- The Apostolic Church in the Czech Republic
- Assemblies of God Dominican Republic
- Assemblies of God of Ecuador
- FIDA International (Finland)
- Assemblies of God Fiji
- The Assemblies of God of France
- Federation of Pentecostal Churches (Germany)
- Samoan Assemblies of God Fellowship in Germany
- Assemblies of God of French Guiana
- Samoan Assemblies of God in the Islands of Hawaii
- Evangelical Pentecostal Fellowship of Hungary
- Assemblies of God of Great Britain and Ireland
- Assemblies of God in Guatemala
- Hong Kong Assemblies of God
- The Assemblies of God in Indonesia
- Assemblies of God Ireland
- Assemblee di Dio in Italia
- Japan Assemblies of God
- Assemblee di Dio in Italia
- Korea Assemblies of God
- Assemblies of God Luxembourg
- The Assemblies of God of Malaysia
- Assemblies of God of Mexico
- New Zealand Assemblies of God
- New Zealand Samoan Assemblies of God Incorporated
- Netherlands Assemblies of God
- Pentecostal Assemblies of Newfoundland and Labrador
- The Assemblies of God of Nicaragua
- Assemblies of God Nigeria
- The Assemblies of God in Paraguay
- The Assemblies of God of Peru
- Assemblies of God Philippines
- Kosciol Zielonoswiatkowy (Poland)
- The Assemblies of God in Portugal
- Union of Pentecostal Churches in Romania
- Assemblies of God in Romania
- Russian Assemblies of God
- Assemblies of God of Western and American Samoa
- The Assemblies of God of Singapore
- Assemblies of God of South Africa
- The Assemblies of God of Spain
- Assemblies of God Suriname
- Taiwan Assemblies of God
- Thailand Assemblies of God
- Assemblies of God USA
- Samoan Assemblies of God USA
- Assemblies of God Kingdom of Tonga
- Assemblies of God of Venezuela
- Pentecostal Assemblies of the West Indies
- Samoan Assemblies of God Worldwide
- Samoan Churches of God Worldwide

## La diffusione del movimento pentecostale italiano
I loro nomi sono ancora oggi ricordati con rispetto e gratitudine nell'ambiente pentecostale in quanto, al loro spirito missionario si deve l'arrivo in Italia della predicazione del Pieno Evangelo. Tra loro ricordiamo: Pietro Ottolini, Luigi Francescon, fondatore della Congreçao Crista do Brasil, Lucia Menna.

## La nascita delle Chiese Cristiane Evangeliche delle Assemblee di Dio in Italia
Dal 1935 al 1945, le Chiese conobbero un tempo di persecuzione aperta prima e dal 1945 al 1959 d'intolleranza poi. Per poter avere la piena libertà religiosa fu necessario il riconoscimento giuridico in data 5 dicembre 1959 n° 1349. In attuazione dell'articolo 8 della Costituzione italiana, i rapporti con lo Stato sono ora regolati dalla Legge d'Intesa 22 novembre 1988 n° 517.
Oggi In Italia le “Assemblee di Dio in Italia” (ADI) sono un'associazione di Chiese Cristiane Evangeliche Pentecostali di 1076 Comunità, sparse ovunque nella penisola: 373 al Nord e 703 al Sud, guidate da 522 responsabili. Contano una popolazione evangelica di circa 90 000 membri, essendo così il gruppo più consistente, seguito dalle altre Chiese Cristiane Evangeliche d fede pentecostale, alcune delle quali associate e federate (F.C.P ed ACCEI) e molte indipendenti. L'evangelizzazione è fatta con la testimonianza cristiana personale dei Credenti e dalle Chiese con la televisione col programma "Cristiani Oggi", trasmesso da 21 emittenti (di cui una su satellite), dalle 38 "Radioevangelo" su tutto il territorio nazionale e da Internet col sito ufficiale www.assembleedidio.org e tantissimi altri delle Comunità locali nel mondo. L'istruzione è data dai pastori ed insegnanti delle Scuole Domenicali, l'informazione con i giornali nazionali "Cristiani Oggi" (quindicinale) e "Risveglio Pentecostale" (mensile). Negli ultimi anni hanno aderito alle A.D. I. anche diversi gruppi etnici, quali la Missione Evangelica Zigana (MEZ), un gruppo di lingua rumena ed un altro filippino ed altri in procinto di associarsi.

## La dottrina delle Chiese Cristiane Evangeliche delle Assemblee di Dio in Italia
I Cristiani Evangelici pentecostali delle "Assemblee di Dio in Italia" si ritengono eredi della chiesa primitiva, in un primo momento senza alcuna consapevolezza storica del passato all'infuori della Bibbia. Oggi però, il movimento pentecostale, ha acquisito la coscienza della propria diversità e sente il bisogno di riassumere in pochi punti, le proprie convinzioni, suffragate da una lettura attenta e puntuale dei molti passi della Bibbia che attestano la possibilità di vivere concretamente un'esistenza in linea con il messaggio di Cristo. Il già considerato pastore Th. B. Barrat, propagatore del messaggio pentecostale in Europa, sinteticamente annunciava: “Quanto alla salvezza mediante giustificazione per fede siamo luterani, per il battesimo d'acqua siamo battisti, riguardo alla santificazione siamo metodisti, per l'aggressività dell'evangelizzazione siamo salutisti; ma quanto al battesimo dello Spirito Santo siamo pentecostali”. I cristiani evangelici pentecostali delle “Assemblee di Dio in Italia” secondo le loro pubblicazioni credono:
- l'intera Bibbia come parola di Dio ispirata, unica, infallibile ed autorevole regola della fede e della condotta. Accettano unicamente la traduzioni della Bibbia nelle versioni evangeliche in lingua italiana "Giovanni Diodati", "Riveduta" e "Nuova Riveduta";
- l'unico vero Dio, eterno, onnipotente, creatore e signore di tutte le cose e che nella sua unità vi sono tre distinte persone: Padre, Figlio e Spirito Santo;
- Gesù Cristo fu concepito dallo Spirito Santo ed assunse la natura umana in seno di Maria vergine e che egli è vero Dio e vero uomo;
- la vita di Gesù fu senza peccato, nei suoi miracoli, nella sua morte vicaria, come "prezzo di riscatto" per tutti gli uomini, nella sua risurrezione, nella sua ascensione alla destra del

Padre, quale unico mediatore, nel suo personale ritorno per i redenti e poi sulla Terra in potenza e gloria per stabilire il suo regno;
- all'esistenza degli angeli creati tutti puri e che una parte di questi, caduti in una corruzione e perdizione irreparabili, per diretta azione di Satana, angelo ribelle, saranno con lui eternamente puniti;
- che soltanto il ravvedimento e la fede nel sangue di Cristo, siano indispensabili per la purificazione dal peccato di chiunque lo accetta come personale salvatore;
- che la rigenerazione (nuova nascita) per opera dello Spirito Santo è assolutamente essenziale per la salvezza;
- alla guarigione divina, secondo le sacre scritture: mediante la preghiera, l'unzione dell'olio e l'imposizione delle mani;
- al battesimo nello Spirito Santo, come esperienza susseguente a quella della nuova nascita, che si manifesta, secondo le scritture, con il segno iniziale del parlare in altre lingue

e, praticamente, con una vita di progressiva santificazione, nell'ubbidienza a tutta la verità delle sacre scritture, nella potenza dell'annuncio di "tutto l'evangelo" al mondo;
- ai carismi e alle grazie dello Spirito Santo nella vita dei cristiani che, nell'esercizio del sacerdozio universale dei credenti, si manifestano per l'edificazione, l'esortazione e la consolazione della comunità cristiana e, conseguentemente, della società umana;
- ai ministeri del Signore glorificato, quali strumenti autorevoli di guida, d'insegnamento, di edificazione e di servizio nella comunità cristiana, rifuggendo da qualsiasi forma gerarchica;
- all'attualità e alla validità delle deliberazioni del Concilio di Gerusalemme, riportate nel libro degli Atti degli Apostoli 15,28.29; 16,4;
- alla risurrezione dei morti, alla condanna dei reprobi e alla glorificazione dei redenti, i quali hanno perseverato nella fede fino alla fine.

## Considerazioni finali sulle Chiese Cristiane Evangeliche delle Assemblee di Dio in Italia
Il mondo pentecostale oggi è molto ricco di sfaccettature ed attira l'attenzione di un numero crescente di persone sorprese per il suo eccezionale sviluppo.
W. Hollenweger, uno dei più conosciuti studiosi del “fenomeno” pentecostale, negli anni sessanta affermava che “può essere tranquillamente affermato che il Movimento è il più ampio e diffuso fra i movimenti...nella storia della Chiesa”. Un cristianesimo assolutamente fedele alla sua matrice originaria: quella biblica e vivificato dalla presenza dello Spirito Santo al suo interno che non gli permette di sclerotizzarsi sulle posizioni già acquisite. Lo sguardo delle chiese pentecostali non è mai rivolto al passato bensì al presente ed al futuro.
Negli ultimi anni lo sviluppo del pentecostalismo ha fatto sì che gli si prestasse maggiore attenzione. Nel 1992, due sociologi, Roger Finke e Rodney Stark, hanno esposto un loro studio intitolato “la teoria evoluzionista applicata al protestantesimo”. Essi, infatti, afferma-no che “le comunità protestanti nella storia nascono come movimenti di protesta, ma non appena si dotano di un'organizzazione stabile - iniziano (secondo i modelli introdotti nella sociologia della religione da Max Weber) un processo d'istituzionalizzazione. Abbandona-no alcune dottrine e pratiche controverse, perdono i tratti millenaristi e utopistici, vengono a compromesso con gli Stati, migliorano il livello sociale medio dei loro aderenti: in altre parole- secondo Finke e Stark- si muovono ‘dalla periferia verso il centro’”. Questo imborghesimento del mondo protestante è difficoltoso da adattare al fenomeno pentecostale: sia perché i modelli sociologici si sono spesso mostrati ingannevoli allorquando si misurano con l'imprevedibile sviluppo dei risvegli religiosi, sia perché tale processo è ben conosciuto all'interno della Chiesa pentecostale che lo addita, con diversa terminologia ed aborrendo-lo, come un venir meno al patto sancito da Cristo mediante il Suo sacrificio. La secolarizzazione è un vero e proprio tradimento spirituale contro il quale quotidianamente il cristiano si misura e deve vincere grazie all'aiuto del suo paracleto: lo Spirito Santo. Nella storia, gli uomini hanno spesso fallito i loro obiettivi, ma quando si ha a che fare con lo Spirito Santo i pronostici più negativi possono essere ribaltati. Circa duemila anni fa un fariseo di nome “ Gamaliele, dottore della legge... disse: uomini Israeliti, badate bene, circa questi uomini, a quel che state per fare. Poiché, prima d'ora, sorse Teuda dicendosi essere qualche gran cosa; ...ed egli fu ucciso;dopo costui sorse Giuda il galileo... e si trascinò dietro della gente ; anch'egli perì e tutti coloro che gli avevano prestata fede furono dispersi. E adesso io vi dico: non vi occupate di questi uomini, e lasciateli stare; perché se questo disegno o quest'opera è dagli uomini, sarà distrutta; ma se è da Dio, voi non li po-tete distruggere, se non volete trovarvi a combattere anche contro Dio ”.
Nel dicembre del '94 si è svolto il Convegno Nazionale del CESNUR (Centro Studi sulle Nuove Religioni) sul tema “ La sfida pentecostale. La straordinaria crescita del pentecostalismo in Italia e nel mondo ”. Esso ha messo in luce le caratteristiche principali del Movimento facendo anche riferimento ai contributi di molti studiosi soprattutto d'oltre oceano.
È recentissima poi, la monografia che la rivista Concilium ha dedicato al pentecostalismo affrontando l'analisi di diverse temi da due prospettive: la pentecostale e la cattolica, interpellando le maggiori personalità accademiche che di pentecostalismo si occupano oggi.
Le speculazioni teologiche non riflettono l'atteggiamento della maggioranza dei pentecostali nei confronti di Dio, o almeno non in maniera predominante. La comunione con Cristo non è solo a livello cerebrale, come più volte è stato riscontrato. La vera atmosfera pente-costale la si respira nelle riunioni di culto dei credenti . Qui si percepisce l'autenticità e la personale esperienza che essi hanno del Vangelo. Le loro testimonianze orali e di vita di-mostrano che è possibile fare un incontro con quel GESU' che affermò: “Io sono la Via, la Verità e la Vita” e rimanerne affascinati e commossi per sempre. Il cristianesimo pratico e vissuto dà forza al Movimento Pentecostale.
Dal primitivo risveglio americano sono intervenuti molti cambiamenti; ora si parla di tre on-date nella storia del Movimento Pentecostale: la prima, da cui sorsero le chiese ormai classiche fra cui le ADI. “La seconda, nata grazie all'impulso di predicatori indipendenti, ha dato origine al Movimento carismatico interconfessionale e trasversale alle Chiese protestanti ed a quella cattolica stessa. La terza, sorta agli inizi degli anni '80 ad opera del pa-store John Wimber, è caratterizzata da una particolare attenzione verso i miracoli, le guarigioni e soprattutto il combattimento spirituale ” .
Oggi si potrebbe pensare a diversi e paralleli pentecostalismi, che hanno indotto alcuni ad intraprendere un confronto ecumenico, ma il vero pentecostalismo ripete la sua identità storica e teologica rimanendo ancorato alle premesse forse scomode e giudicate sorpassate dall'odierna cultura, ma che, tuttavia, hanno permesso la sua memorabile nascita all'inizio del secolo.